# Vellerner Brook und Hoher Hagen
Vellerner Brook und Hoher Hagen este o arie protejată (arie specială de conservare — SAC, sit de importanță comunitară — SCI) din Germania întinsă pe o suprafață de 145,87 ha, integral pe uscat.

## Localizare
Centrul sitului Vellerner Brook und Hoher Hagen este situat la coordonatele 51°48′25″N 8°04′13″E / 51.8069°N 8.0703°E.

## Înființare
Situl Vellerner Brook und Hoher Hagen a fost declarat sit de importanță comunitară în martie 2001 pentru a proteja un număr necunoscut de specii din flora spontană și fauna sălbatică aflate în arealul zonei. Situl a fost protejat și ca arie specială de conservare în august 2006.

## Biodiversitate
Situată în ecoregiunea atlantică, aria protejată conține 2 habitate naturale: Păduri de fag Asperulo-Fagetum, Păduri de stejar sau de stejar și carpen sub-atlantice și medio-europene de Carpinion betuli.
La baza desemnării sitului se află un număr nedeclarat de specii protejate.
Pe lângă speciile protejate, pe teritoriul sitului au mai fost identificate 2 specii de plante.